# Liulin, Pernik
Liulin (în bulgară Люлин) este un sat în comuna Pernik, regiunea Pernik,  Bulgaria. 

## Demografie
Componența etnică a satului Liulin
     Bulgari (96,81%)
     Nicio identificare (3,18%)
     Altele (0%)
La recensământul din 2011, populația satului Liulin era de 849 locuitori. Din punct de vedere etnic, majoritatea locuitorilor (96,81%) erau bulgari. Pentru 3,18% din locuitori nu este cunoscută apartenența etnică.